# Ihla (szczyt)
Ihla (1282 m) – szczyt w Górach Lewockich we wschodniej Słowacji. Jest zwornikiem dla 3 grzbietów. Grzbiet północno-zachodni, na wierzchołku 1132 m zakręcający na północ ciągnie się aż do Starej Lubowli, grzbiet wschodni wkrótce zakręca na północny wschód i łączy Ihlę z Čierną horą (1289 m), krótki grzbiet południowo-zachodni rozgałęzia się opadając w widły potoków Ihla, Holumnický potok i Kobylí potok. Oprócz tych potoków ze zboczy Ihli wypływają jeszcze inne potoki; z północnych stoków potok Lomnická rieka, a z południowych grzbietu łączącego Ihlę z  Čierną horą potok Jakubianka (wszystkie w zlewni Popradu).
Ihlę porasta las, ale na jej południowych stokach jest duża polana. Dawno nieużytkowana zarasta lasem. Południowymi zboczami, omijając szczyt Ihli prowadzi szlak turystyczny. Jest to bardzo długi szlak, przez większą część swojej długości (od Drużbaków Niżnych aż do przełęczy Pod Krížovým vrchom) nie krzyżuje się z innymi szlakami, nie ma więc możliwości zejść z niego do najbliższych miejscowości.

## Szlak turystyczny
Drużbaki Niżne – Krumľov – Sedlo – Rysová – Ihla – Derežová – Zelený vrch – Javor – Václavák – Chata Vinná – Javorinka – Gehuľa – Krížový vrch – Pod Krížovým vrchom – Zbojnícka ľúka – Levočská dolina